# ショーの森

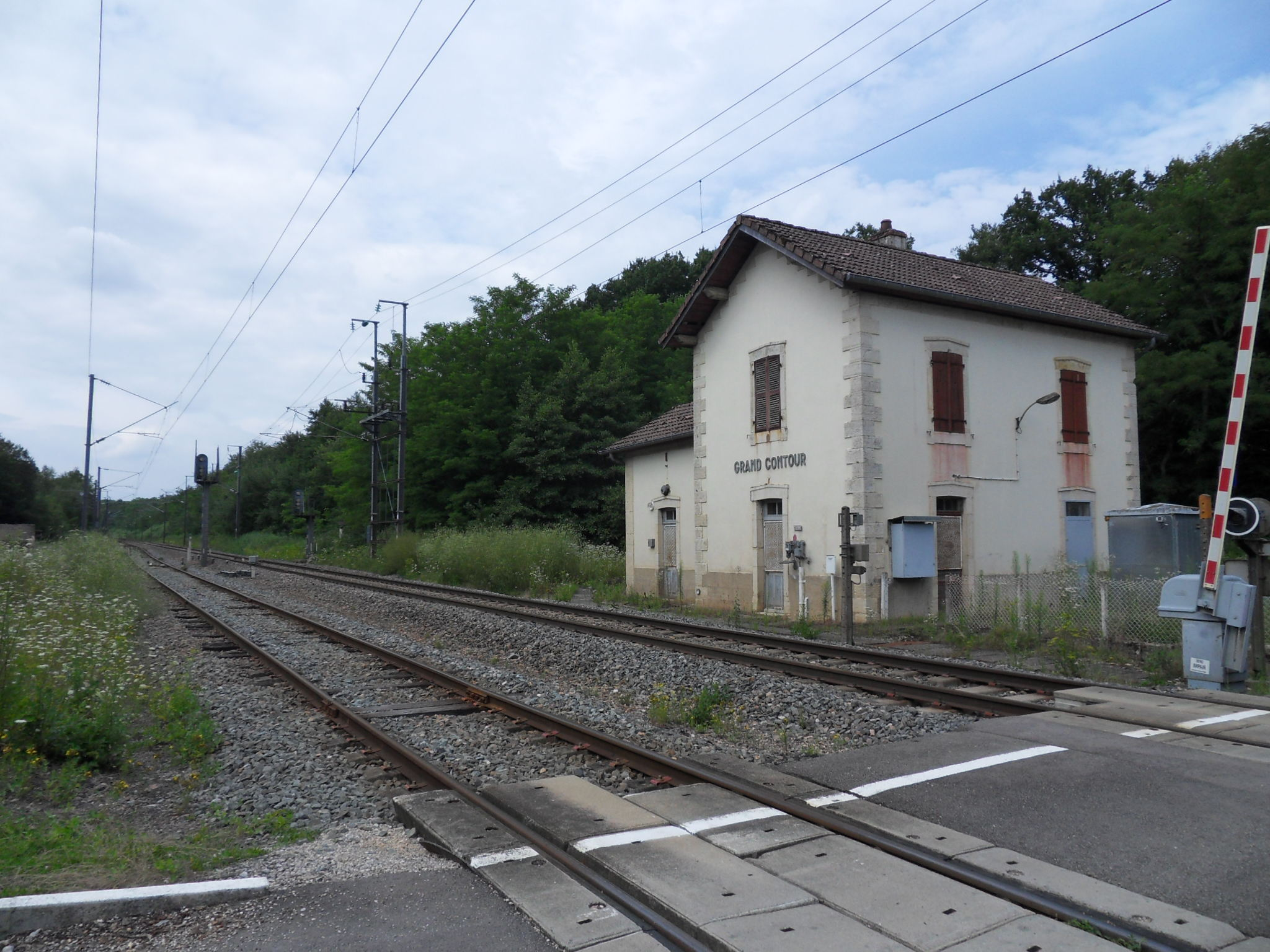
ショーの森の悩みは使用されなくなった鉄道やいくつかの道路は森内にあることである。

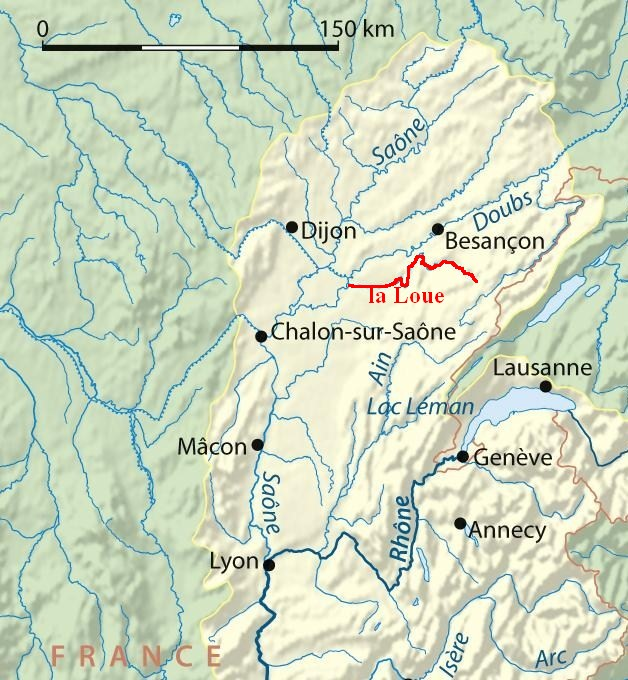
ショーの森の木材は赤い字で示したルー川を下って運ばれた

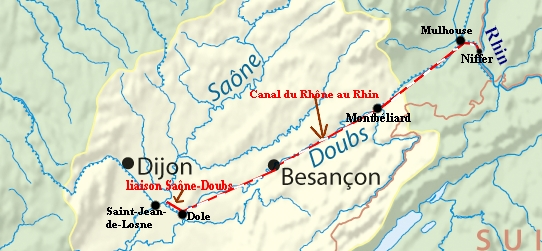
アル＝ケ＝スナンの王立製塩所からの塩はドゥー川も利用した、赤点線のローヌ川・ライン川運河によっても運ばれる予定であった。

ショーの森（ショーのもり、フランス語: Forêt de Chaux）はフランスのブルゴーニュ＝フランシュ＝コンテ地域圏に所属するジュラ県とドゥー県にまたがる国有森で、フランスでオルレアンの森に次いで2番目に大きな森である。近くの一番大きな都市はブザンソンである。

## 地理
ショーの森はフランスのブルゴーニュ＝フランシュ＝コンテ地域圏に所属するジュラ県とドゥー県にまたがる国立の森で、ジュラ山脈の東の平地を占める。面積は20,493ヘクタール（幅約16km、長さ28km）あり、フランスでオルレアンの森に次いで2番目に大きな森である。  近くの一番大きな都市はブザンソンで、森はそこから南西へ30キロメ―トルの位置にある。 

## 歴史
ショーの森の木材の開発は13世紀ごろ始まり、森内のルー川（Loue）からドゥー川、ソーヌ川を経由してローヌ川を下り、地中海まで運ばれた。
フランシュ＝コンテはルイ14世時代の1678年にフランス領となり、木材が海軍に必要ということで王領となった。近くでアル＝ケ＝スナンの王立製塩所が設立され、森の木材を使って塩水を煮詰めて塩を取る計画もあった。

## 参照項目
- オルレアンの森
- アル＝ケ＝スナンの王立製塩所、サラン＝レ＝バンの大製塩所
- フランス国有森 （フランス語 & 英語)
- フランスの運河一覧 (フランス語 & 英語)